# Дожер (Алабама)
Дожер (енгл. Dozier) град је у америчкој савезној држави Алабама. По попису становништва из 2010. у њему је живело 329 становника.

## Демографија
Према попису становништва из 2010. у граду је живело 329 становника, што је 62 (15,9%) становника мање него 2000. године.
| Група             | 2000.       | 2010.       |
| Белци             | 223 (57,0%) | 196 (59,6%) |
| Афроамериканци    | 155 (39,6%) | 116 (35,3%) |
| Азијати           | 0 (0,0%)    | 1 (0,3%)    |
| Хиспаноамериканци | 5 (1,3%)    | 0 (0,0%)    |
| Укупно            | 391         | 329         |